# Musée d'art de Kherson
Le musée d'art de Kherson (ou musée d'art Oleksiy-Chovkounenko) est une institution culturelle à Kherson, en Ukraine. Il est nommé en référence au peintre Oleksiy Chovkounenko.

## Historique
Le musée est hébergé dans l'ancien hôtel de ville, un bâtiment classé de la fin du XIXe siècle. Construit en 1897, c'est l'un des emblèmes de la ville. Il a une annexe à Nova Kakhovka. 

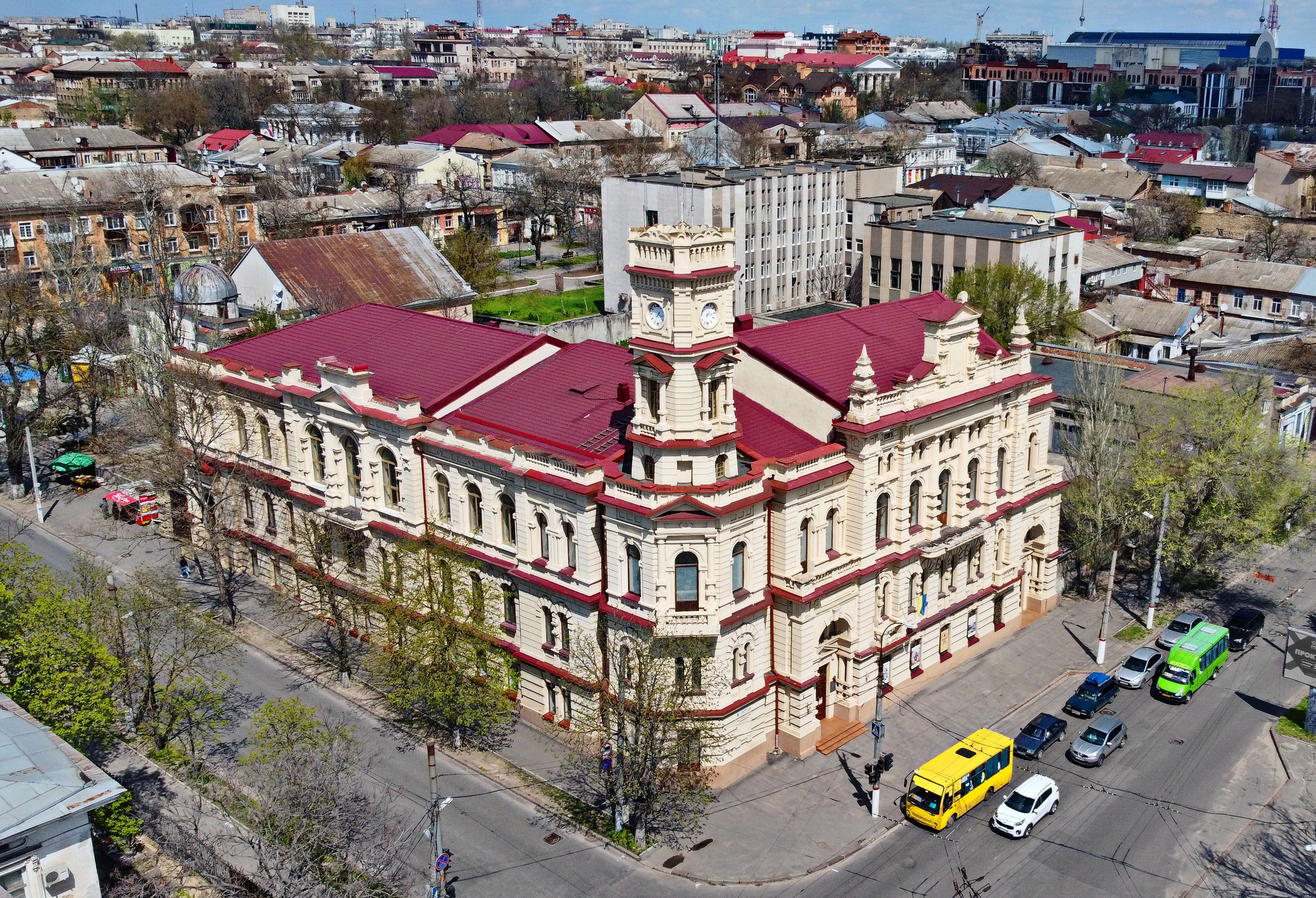
Vue aérienne.

La collection a débuté en 1890 avec volonté de Victor Gochkevitch, archéologue. Il fit une donation de sa collection archéologique, numismatique, ainsi que ses icônes et peintures. Nikolaï Gedroits, en 1921 étoffait le musée tant par ses dons que celui de ses amis. En 1922 le musée fusionnait avec celui d'archéologie.
Lors de l'invasion de l'Ukraine par la Russie de 2022, le musée est pillé par les troupes russes pendant que la ville de Kherson est occupée. Peu de temps avant que la ville ne soit reprise par les forces ukrainiennes, les Russes ont récupérés près de 15 000 œuvres d'art dans des camions et des bus afin de les transférer au musée central de Tauride à Simferopol en Crimée (région annexée par la Russie depuis 2014). La police de Kherson a ouvert une enquête sur ce qu'elle considérait comme un crime de guerre. La destruction et le pillage délibérés par la Russie de plus de 500 sites du patrimoine culturel ukrainien ont été considérés par le ministre ukrainien de la Culture comme un « génocide culturel »,.

## Collections
En 1981, le musée recevait une centaine d'oeuvre de l'artiste du peuple soviétique Oleksiy Chovkounenko offert par sa veuve.
Il présente une collection d'icônes, ainsi que des peintures et sculptures ukrainiennes et russes. On y trouve notamment le "Portrait de femme" (1883) de Constantin Makovski ; "La tempête arrive" de Ivan Aïvazovski ; "Coucher de soleil" d'Alekseï Savrassov ; "L'étable d'Abramtsevo" de Vassili Polenov ; "A la pierre" d'Ivan Kramskoï ; "Le charretier" de Peter Clodt von Jürgensburg (sculpteur) ; Prince Svyatoslav, par Evgueni Lanceray (sculpteur) ; Méphistophélès de Mark Antokolski (sculpteur) ; Près du monastère du peintre allemand August von Bayer (en) (1859) ; Chênes (1956) ; Moloditsya (1938) et Nature morte au balai bleu (1930), d'Oleksiy Chovkounenko (né à Kherson).